# Broich (Bedburg)
Broich ist ein Stadtteil von Bedburg im Rhein-Erft-Kreis, Nordrhein-Westfalen. Ortsbürgermeister ist Bernd Schüller (CDU).

## Lage
Broich ist ein nordöstlicher Stadtteil von Bedburg. Die Erft fließt durch den Ort, der östlich an den Tagebau Bergheim grenzt. Hauptdurchgangsstraße ist die Landesstraße 361.

## Geschichte

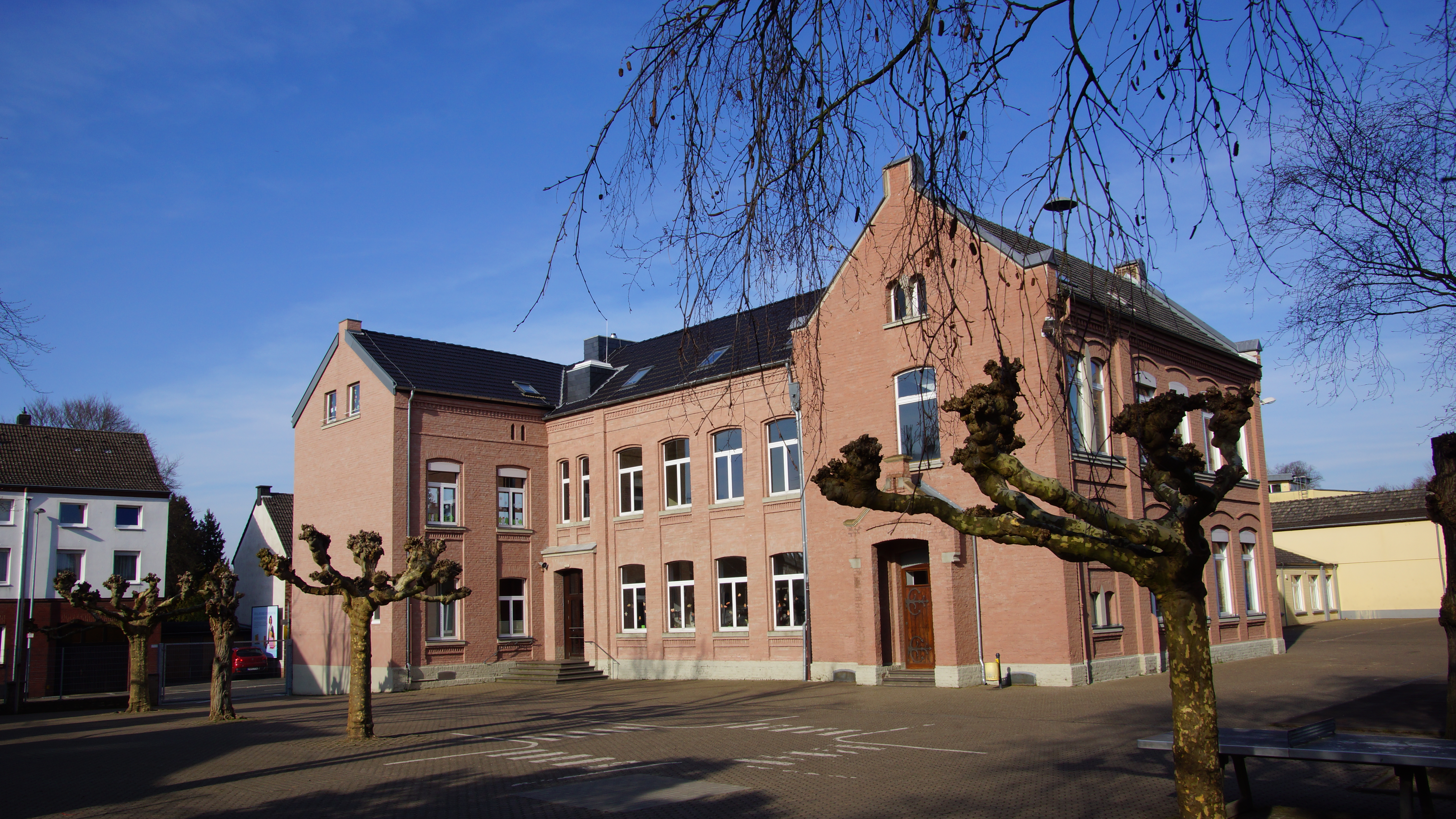
Wilhelm-Busch-Grundschule Bedburg-Broich

Bekannt ist, dass es 1298 in Broich eine St.-Lambertus-Kapelle gab, die im liber valoris als Pfarrkirche von Bedburg erscheint. Diese Kirche hat wohl auf dem jetzigen Friedhof gestanden. Dort sind auch noch alte Grabsteine aus dem 17. bis 19. Jahrhundert zu finden.
In der Nähe von Broich lag ein befestigter Adelssitz, der 1166 castrum Scidrike genannt wurde. Zu ihm gehörte ein untergegangener Ort gleichen Namens.

## Verkehr
Die VRS-Buslinie 924 der Rhein-Erft-Verkehrsgesellschaft verbindet den Ort mit Bedburg-Mitte und Niederaußem.
| Linie | Verlauf |
| ----- | --- |
| 924   | (Bergheim Bf – Oberaußem –) Niederaußem – Auenheim – Rath – Broich – Bedburg Rathaus – Bedburg Bf (– Bedburg Schulzentrum) |